# Libor Hoření
Libor Hoření (* 1990, Olomouc) je český podnikatel a filantrop původem z Olomouce, aktuálně žijícím v Brně.

## Životopis
Ve 13 letech začal pracovat pro webové agentury, v 17 letech založil on‑line kuchařku Toprecepty.cz a další webové stránky.
Na Zelném trhu v Brně 3 roky provozoval stánek DobroKáva, ve kterém se rozdalo lidem přes 27 000 káv, které se neplatily penězi, ale dobrými skutky.
Investoval do mobilní aplikace Nesnězeno, která pomáhá podnikům doprodat jídlo, které by se jinak vyhodilo.
Aktuálně provozuje neziskový zpravodajský server https://pozitivni-zpravy.cz/

## Ocenění
- na základě nominací veřejnosti mu byl Nadací Karla Janečka udělen titul Laskavec (2018)
- Forbes vyhlásil Libora Hořeního jedním z 18 inspirativních osobností Česka